# Oskar Huber (Obstbautechniker)
Oskar Huber oder Oscar Huber (geboren 12. April 1867 in Hamburg; gestorben nach 1937) war ein deutscher Garten- und Obstbau-Techniker und -Lehrer.

## Leben
Nach seinem Schulabschluss absolvierte Oskar Huber ab 1885 eine Lehre in der Baumschule der Firma Peter Smith & Co. in Bergedorf und kam anschließend ab dem 1. Oktober 1888 seiner einjährigen Militär-Dienstpflicht nach. Vom 1. Oktober 1889 bis Februar 1890 arbeitete er als Gehilfe bei Schiebler & Sohn in Celle. Ab dem Frühjahr desselben Jahres bis zum Frühjahr des Folgejahres besuchte er die Königliche Lehranstalt für Obst- und Weinbau zu Geisenheim, für die er sich später langjährig im Vorstand der Vereinigung Ehemaliger Geisenheimer engagierte sowie als Geschäftsführer und Schriftleiter des Miveg, des Mitteilungsblattes der Vereinigung Ehemaliger Geisenheimer.
Von Sommer 1891 bis Sommer 1892 arbeitete Huber in England bei Anthony Waterer in Woking-Knaphill. Im Herbst 1892 ging er nach Gent, um dort bei dem Botaniker Louis van Houtte tätig zu werden.

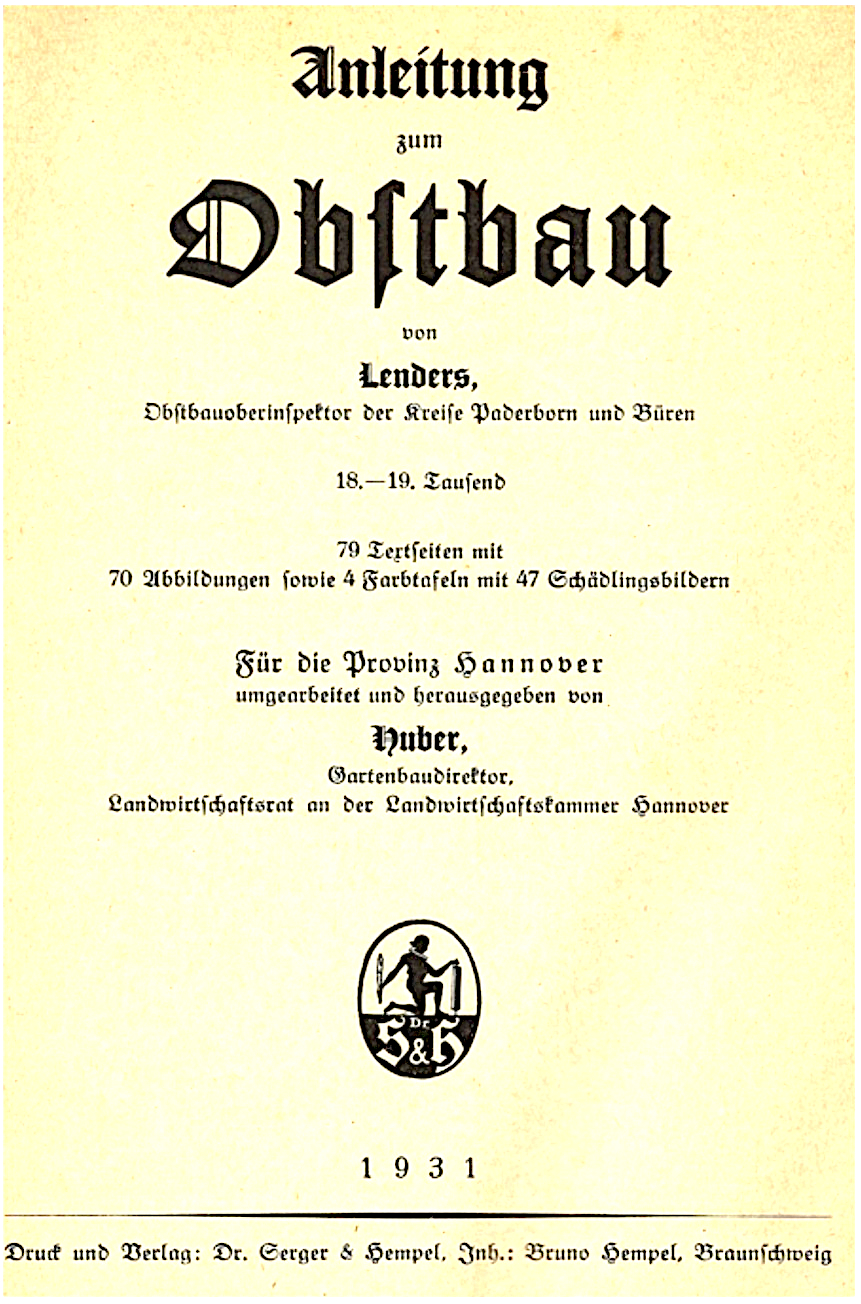
„Anleitung zum Obstbau“
nach Theodor Lenders umgearbeitet und 1931 herausgegeben für die Provinz Hannover

Nach seiner Rückkehr nach Deutschland arbeitete Huber ab April 1893 bis Ostern 1894 bei Louis Späth in Berlin-Baumschulenweg. Anschließend wirkte er bis Herbst 1897 als Obergärtner und Obstbaulehrer im Provinzial-Obstgarten in Wittstock. Die Aufgabe an der auch als Wittstocker „Ackerbau-, Obst- und Gartenbauschule“ genannten Einrichtung war verbunden mit einer Wanderlehrtätigkeit für Obstbau in der West- und Ostprignitz.
Ab Herbst 1897 und bis Ostern 1904 leitete Huber als Gründungsdirektor ab 1. November des Jahres die durch den Kreis Jork gegründete Obstbauschule Jork im Alten Land. Parallel dazu unterrichtete unentgeltlich an der Obstverwertungs-Versuch-Station zu Wittstock und leitete Lehrkurse über Obstbau und Obstverwertung für kommunale Baumwärter, Volksschullehrer und andere im Pomologischen Garten in Kassel. 1897 arbeitete er zudem als Obst- und Gartenbaulehrer im Bezirk der in Halle/Saale angesiedelten Landwirtschaftskammer für die Provinz Sachsen.
Am 1. April 1904 wurde Huber an die Landwirtschaftskammer für die Provinz Hannover berufen, wo ihm anfangs die Wanderlehrtätigkeit für Obstbau übertragen wurde, aus der sich erst allmählich die besondere Abteilung für Obst-, Gemüse und Gartenbau entwickelte, die er dann als Dezernent leitete.
Rund ein Jahrzehnt später wurde Huber 1914 „in Anerkennung seiner Verdienste auf dem Gebiete des deutschen Gartenbaues“ vom preußischen Minister für Landwirtschaft, Domänen und Forsten Heinrich Steiger der Titel „Königlicher Gartenbaudirektor“ verliehen. Im selben Jahr wurde er Ehrenmitglied des V.E.G.
Im Folgejahr 1915 – während des Ersten Weltkrieges – wurde Huber der Zivilverwaltung für Russisch-Polen als Sachverständiger im Feldgemüsebau beigegeben.
Ab 1922 wirkte Huber als Geschäftsführer des Gartenbauvereins der Hauptstadt Hannover. In seinem Geschäftszimmer im dritten Stock der Leopoldstraße 11 in Hannover stand für rund eineinhalb Jahrzehnte zugleich die Bibliothek mit den Fachzeitschriften des Vereins unter Hubers Obhut. Von seinem Dienstsitz aus redigierte er zudem die von der Niedersächsischen Gesellschaft für Obst-, Gemüse- und Gartenbau herausgegebene Provinzial-Beilage Hannover der Deutschen Obst- und Gemüsebau-Zeitung.
1929 wurde Huber, dessen Wirken auf dem Gebiet der Gehilfen- und Obergärtner-Prüfungen als vorbildlich und dessen Förderung des Gartenbaus als „bahnbrechend“ anerkannt war, ergänzend zu seinem Titel als Gartenbaudirektor die Amtsbezeichnung „Landwirtschaftsrat“ verliehen. Im Folgejahr 1930 referierte Huber im Radio über den NORAG-Nebensender Hannover zur Frage „Welche Anforderungen stellt der Markt an den Obstbau?“
1932 trat Huber in den Ruhestand, feierte jedoch noch am 1. April 1935 sein 50-jähriges Berufsjubiläum. 1937 wurde die bis dahin unter der Obhut von Huber stehende wissenschaftliche Bibliothek des hannoverschen Gartenbauvereins an den Dienstsitz des Bibliothekars und Direktors der Stadtbibliothek Hannover, Friedrich Busch, verlagert.

## Schriften (Auswahl)
- Der Obstbau auf Moorboden in der Provinz Hannover, in: Mitteilungen des Vereins zur Förderung der Moorkultur im Deutschen Reiche. Gleichzeitig Verbandsorgan des Reichsverbandes der Torfwirtschaft e.V., Berlin, Band 23, 1918, S. 382–384
- Oskar Huber (Bearb.): Festschrift zum 100jährigen Bestehen der Niedersächsischen Gesellschaft für Obst-, Gemüse- und Gartenbau, 1832 - 1932, Hannover: Niedersächsische Gesellschaft für Obst-, Gemüse- und Gartenbau, [1933]